# Jerzy i poszukiwanie kosmicznego skarbu
Jerzy i poszukiwanie kosmicznego skarbu (ang. George’s Cosmic Treasure Hunt) – popularnonaukowa książka przeznaczona dla dzieci, autorstwa Stephena Hawkinga i Lucy Hawking, wydana w 2009. Jest to kontynuacja ich poprzedniej książki – Jerzy i tajny klucz do Wszechświata.
Przeznaczona jest dla dzieci w wieku 6-14 lat. Przedstawia w przystępny sposób realia podróży kosmicznych. Zawiera eseje autorstwa Stephena Hawkinga i innych naukowców prezentujące obecny stan wiedzy na temat lotów kosmicznych oraz kolorowe zdjęcia przestrzeni kosmicznej.
W Polsce została wydana przez Naszą Księgarnię w 2009 w tłumaczeniu Marka Krośniaka (ISBN: 978-83-10-11668-0).